# ويزلي موريس
ويزلي موريس (بالإنجليزية: Wesley Morris)‏ هو كاتب وصحفي وناقد سينمائي أمريكي، ولد في 1975 في الولايات المتحدة.

## وصلات خارجية
- ويزلي موريس على موقع IMDb (الإنجليزية)
- ويزلي موريس على موقع ميتاكريتيك (الإنجليزية)
- ويزلي موريس على موقع روتن توميتوز (الإنجليزية)
- ويزلي موريس على موقع روتن توميتوز (الإنجليزية)
- ويزلي موريس على موقع قاعدة بيانات الفيلم (الإنجليزية)
- ويزلي موريس على موقع كينوبويسك (الروسية)